# Горски дух
„Горски дух“ е български телевизионен филм (драма) от 1996 година на режисьора Димитър Шарков, по сценарий на Николай Хайтов. Оператори Симеон Симов и Светослав Славчев. Музикален оформител Петър Лъджев.
Филмът е направен по едноименния разказ на Николай Хайтов.

### Актьорски състав
| Роля                                                  | Изпълнител         |
| ----------------------------------------------------- | ------------------ |
| гражданинът                                           | Наум Шопов         |
| Метьо Деликадиров — Суруту, горският пазач (сайбията) | Ивайло Христов     |
| Катинка                                               | Деляна Хаджиянкова |
| Сеньо                                                 | Ивайло Герасков    |
| кметът                                                | Николай Урумов     |
|                                                       | Михаил Илийков     |
| лесничеят                                             | Димитър Марин      |
|                                                       | Борислав Стоилов   |